# Aristotelova biologija
Aristotelova biologija je teorija biologije, zasnovana na sistematskom posmatranju i prikupljanju podataka, uglavnom zooloških, utjelovljena u Aristotelovim knjigama o nauci. Mnoge od njegovih opservacija potiču iz perioda njegovog boravka na ostrvu Lesbos, uključujući njegov opis biologije mora Pira lagune, sad zaliva Kaloni. Njegova teorija je bazirana na njegovom konceptu forme, koji se znatno razlikuje od Platonove teorije formi, mada je izveden iz nje.
Teorija opisuje pet glavnih bioloških procesa, naime metabolizam, regulacija temperature, obrada informacija, embriogeneza, i nasleđivanje. Svaki od njih je bio detaljno definisan, u nekim slučajevima dovoljno opširan da su savremeni biolozi mogli da kreiraju matematičke modele opisanih mehanizama. Aristotelov metod podseća na naučni stil koji koriste moderni biolozi pri straživanju nove oblasti, u smislu sistematskog prikupljanja podataka, otrivanja obrazaca, i izvođenja mogućih uzročnih objašnjenja na bazi toga. On nije sprovodio eksperimente u modernom smislu, ali je pravio opservacije živih životinja i vršio je disekcije. On je imenovao oko 500 vrsta pica, sisara, i riba; i on je napravio raliku uzmeđu desetina insekata i drugih beskičmenjaka. On je opisao unutrašnju anatomiju kod preko sto životinja, i disektirao je oko 35 njih.
Aristotelova pisanja o biologiji, prva u istoriji nauke, nalaze se u nekoliko knjiga, i sačinjavaju oko jedne četvrtine njegovog rada koji je opstao do danas. Glavni biološki tekstovi su Istorija životinja, Generacija životinja, Kretanje životinja, Progresija životinja, Delovi životinja, i O duši, kao i izgubljeni crteži rada Anatomija koji je pratio Istoriju.
Osim njegovog učenika, Teofrasta, koji je napisao podudarajuće delo Upit u biljke, istraživanja kompatibilnog opsega nisu sprovedena u antičkog Grčkoj. Jedino je helenistička medicina u Egiptu nastavila Aristotlova ispitivanja mehanizma ljudskog tela. Aristotelova biologija je bila uticajna u srednjevekovnom islamskom svetu. Prevodi arapskih verzija i komentara u latinski su doneli Aristotelovo znanje nazad u Evropu, ali jedini biološki rad koji je široko predavan na srednjevekovnim univerzitetima je bio O duši. Asocijacije njegovog rada sa srednjovekovnom skolastikom, kao i greške u njegovim teorijama, bili su razlozi što su rani moderni naučnici kao što su Galileo i Vilijam Harvi odbacili Aristotela. Kritike njegovih grešaka i izveštaja iz druge ruke su nastavljeni vekovima. On je naišao na bolji prijem među zoolozima, i za neke od njegovih dugo izrugivanih opservacija u biologiji mora je u modernim vremenima utvrđeno da su istinite.

## Literatura
- Guthrie, W. K. C. (1981). A History of Greek Philosophy. 1. Cambridge University Press.

- Leroi, Armand Marie (2010).  Föllinger, S., ур. Function and Constraint in Aristotle and Evolutionary Theory. Was ist 'Leben'? Aristoteles' Anschauungen zur Entstehung und Funktionsweise von Leben. Franz Steiner Verlag. стр. 261—284.
- Leroi, Armand Marie (2014). The Lagoon: How Aristotle Invented Science. Bloomsbury. ISBN 978-1-4088-3622-4.
- Mason, Stephen F. (1962) [1953]. A History of the Sciences. P. F. Collier. ISBN 978-0-02-093400-4.
- Mayr, Ernst (1985). The Growth of Biological Thought: Diversity, Evolution, and Inheritance. Harvard University Press. ISBN 978-0-674-36446-2.
- Ogilvie, Brian W. (2010).  Grafton, Anthony; Most, Glenn W.; Settis, Salvatore, ур. Zoology. The Classical Tradition. Harvard University Press. стр. 1000—1001. ISBN 978-0-674-07227-5.
- Singer, Charles (1931). A short history of biology. Oxford University Press.